# A Pair of Truants
A Pair of Truants è un cortometraggio muto del 1909 diretto da Lewin Fitzhamon.

## Trama
Un mascalzone mette nei guai un ragazzino che diventa un capro espiatorio.

## Produzione
Il film fu prodotto dalla Hepworth.

## Distribuzione
Distribuito dalla Hepworth, il film - un cortometraggio di 121,92 metri - uscì nelle sale cinematografiche britanniche nell'aprile 1909. L'Empire Film Company lo distribuì negli Stati Uniti nel luglio dello stesso anno.
Si conoscono pochi dati del film che, prodotto dalla Hepworth, fu distrutto nel 1924 dallo stesso produttore, Cecil M. Hepworth. Fallito, in gravissime difficoltà finanziarie, il produttore pensò in questo modo di poter almeno recuperare il nitrato d'argento della pellicola.